# Anartia fatima

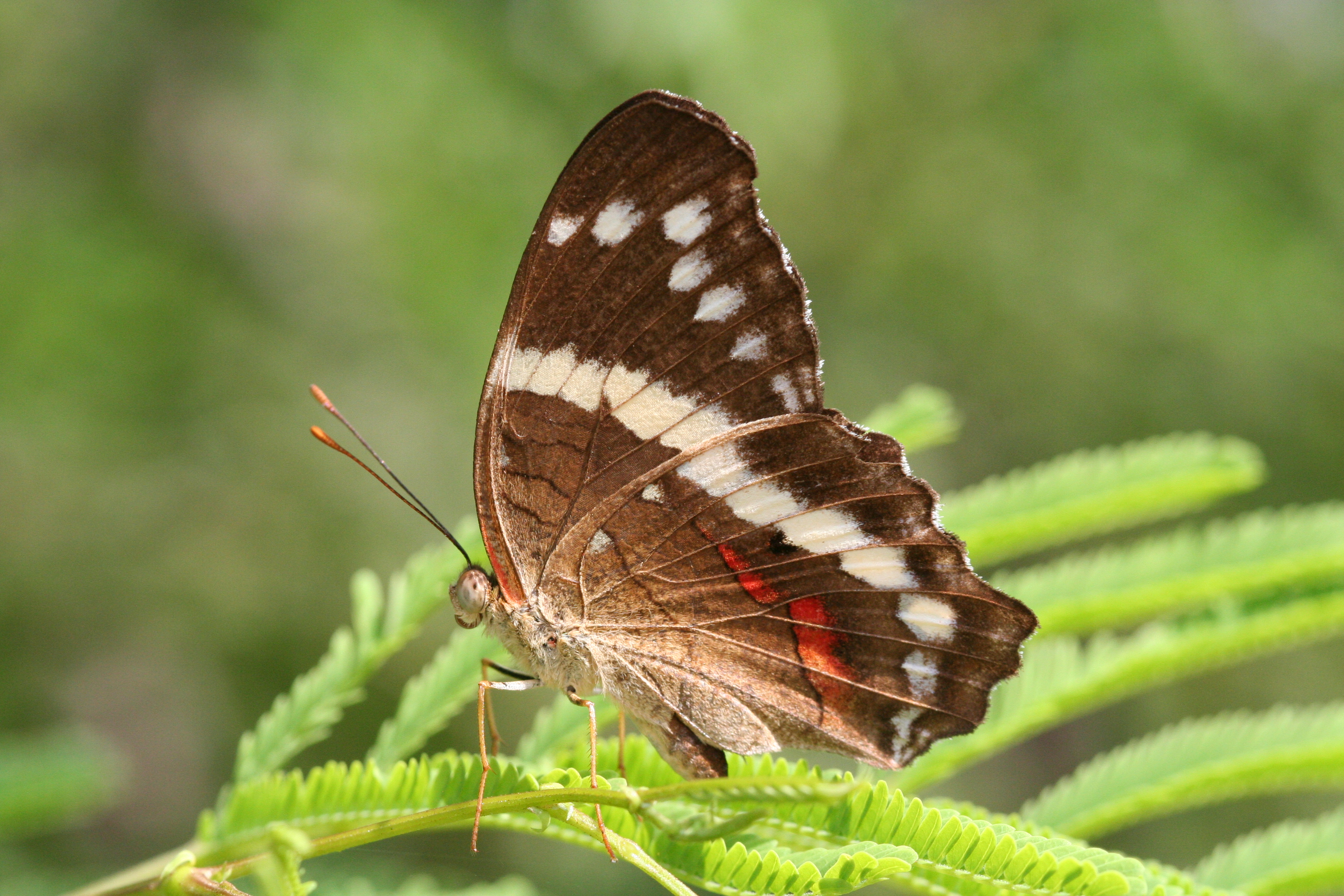
Flügelunterseite

Anartia fatima ist ein in Nord- und Mittelamerika vorkommender Schmetterling (Tagfalter) aus der Familie der Edelfalter (Nymphalidae).

## Beschreibung

### Falter
Die Flügelspannweite der Falter beträgt 60 bis 70 Millimeter. Die Grundfarbe der Flügel ist schwarzbraun bis schwarz. Auf der Vorderflügeloberseite erstreckt sich eine weiße, zuweilen auch gelbliche Binde durch die Diskalregion, die sich auf den Hinterflügeln fortsetzt. In der Nähe des Apex heben sich einige kleine weißliche Flecke ab. Die Hinterflügel zeigen einige markante rote, zuweilen orangefarbene Flecke. Die Schwänzchen am Analwinkel sind sehr kurz. Sämtliche Flügelunterseiten zeigen ähnliche Zeichnungselemente wie die Oberseiten, diese sind jedoch blasser und schwächer ausgeprägt.

### Raupe, Puppe
Ausgewachsene Raupen sind schwärzlich und weisen am Körper undeutliche helle Längslinien und Punkte auf. Auf jedem Körpersegment befinden sich stark verzweigte schwarze oder braune Dornen, die an der Basis rotbraun gefärbt sind. Am Kopf befinden sich zwei dünne, gerade Hörner, die am Ende kolbenförmig verdickt sind. Die Stürzpuppe hat meist eine grünliche Farbe und zeigt einige kleine dunkle Punkte sowie einen fahlroten Kremaster und ist am Kopf leicht gegabelt. Zuweilen kommen auch gänzlich schwarze Puppen vor.

## Verbreitung, Vorkommen und Unterarten
Das Verbreitungsgebiet von Anartia fatima umfasst die südlichen Regionen von Texas sowie Mexiko, Panama und Guatemala. In Colima ist sie durch die Unterart Anartia fatima colima Lamas, 1995 vertreten. Einzelfunde wurden aus Kansas gemeldet. Die Art besiedelt bevorzugt offenes, subtropisches Gelände sowie Sekundärwälder.

## Lebensweise

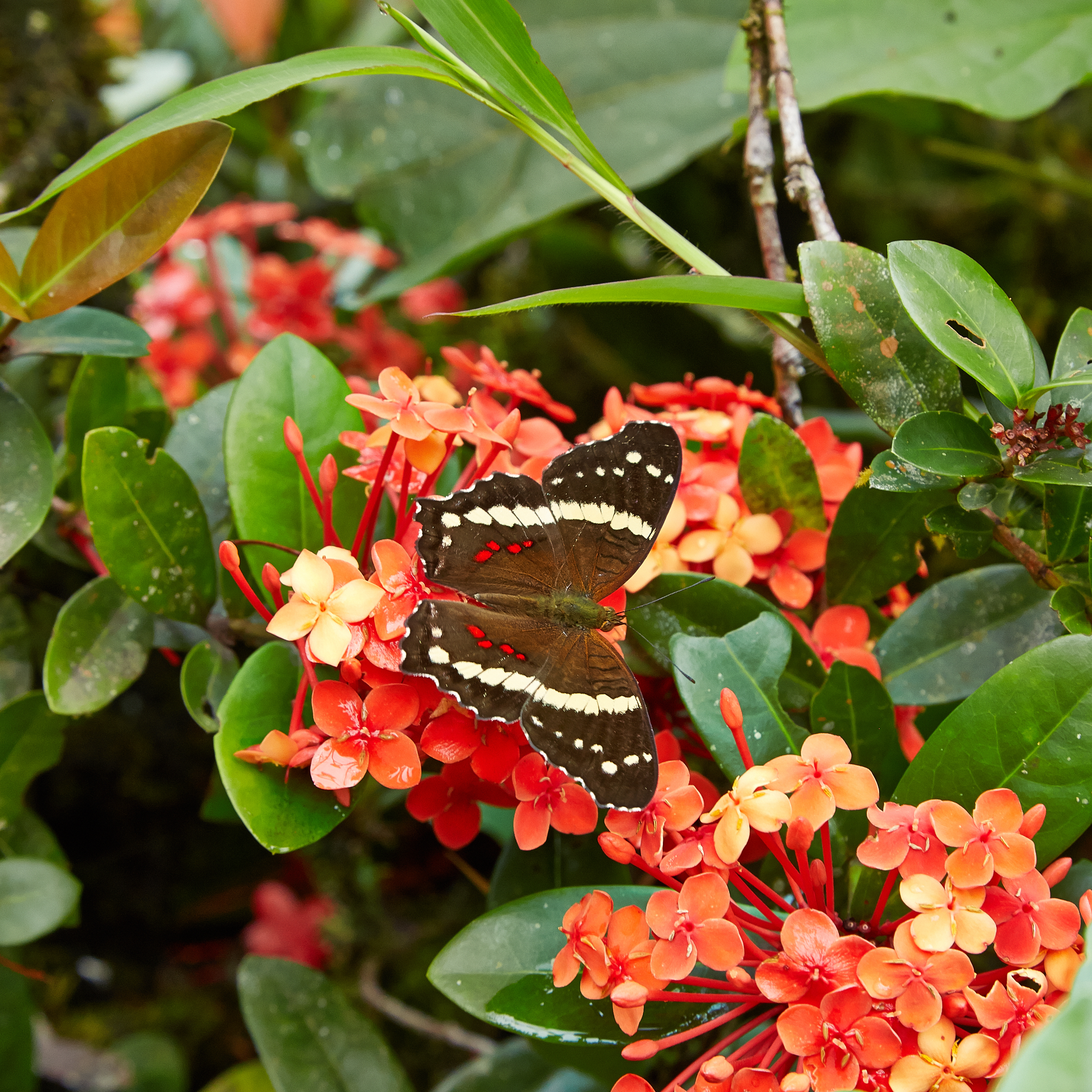
Falter an Ixora coccinea-Büte

Die Falter fliegen in Texas in mehreren aufeinander folgenden Generationen das ganze Jahr hindurch. Ihre Häufigkeit kann jahrweise stark schwanken. Sie saugen gerne Nektar, beispielsweise an Wandelröschen- (Lantana) oder Ixora coccinea-Blüten. Anartia fatima steht damit in direktem Wettbewerb um Blumennektar mit anderen Schmetterlingsarten sowie mit verschiedenen Kolibriarten (Trochilidae), die das gleiche Territorium bewohnen, von diesen als Eindringling in ihr Nahrungsgebiet betrachtet werden und die die Schmetterlinge von den Blüten verjagen. Die männlichen Falter sind außerordentlich gute und ausdauernde Flieger, die Strecken von mehreren hundert Metern auf der Suche nach den Weibchen zurücklegen. Weibchen mit weißen Bindenzeichnungen auf den Flügeln werden zur Begattung gegenüber Exemplaren mit gelblichen Bindenzeichnungen bevorzugt, wahrscheinlich in der Annahme, sie seien jünger und noch unbegattet. Auch Weibchen mit kräftig roter Hinterflügelzeichnung werden gegenüber denjenigen mit orangefarbigen Zeichnungen bevorzugt. Nach der Begattung legen die Weibchen 200 bis 400 Eier einzeln auf den Blütenblättern der Nahrungspflanzen ab und bevorzugen dabei frische und hohe Pflanzen. Die Raupen leben an einer Vielzahl verschiedener Akanthusgewächse (Acanthaceae), in Texas beispielsweise an Ruellien (Ruellia), in Mittelamerika auch an Justicia- oder Dicliptera-Arten.